# PWG World Tag Team Championship
Le PWG World Tag Team Championship est le championnat de catch par équipe de la Pro Wrestling Guerrilla (PWG), une fédération de catch basée en Californie. Il a été mis en place le 24 janvier 2004 au cours du tournoi Tango & Cash Invitational remporté par B-Boy et Homicide.

## Tournoi Tango & Cash Invitational
Ce tournoi a lieu du 24 au 25 janvier 2004 et oppose 16 équipes. Le premier tour ayant lieu le 24, les autres matchs sont organisés le lendemain.
|  | Huitièmes de finale                             | Huitièmes de finale                             | Huitièmes de finale             | Huitièmes de finale             |                                 |                                 | Quarts de finale | Quarts de finale | Quarts de finale | Quarts de finale |  |  | Demi-finales | Demi-finales | Demi-finales | Demi-finales |  |  | Finale | Finale | Finale | Finale |
|  |                                                 |                                                 |                                 |                                 |                                 |                                 |                  |                  |                  |                  |  |  |              |              |              |              |  |  |        |        |        |        |
|  |                                                 |                                                 |                                 |                                 |                                 |                                 |                  |                  |                  |                  |  |  |              |              |              |              |  |  |        |        |        |        |
|  | Los Luchas (en) (Phoenix Star et Zokre)         | Los Luchas (en) (Phoenix Star et Zokre)         | 11:46                           | 11:46                           |                                 |                                 |                  |                  |                  |                  |  |  |              |              |              |              |  |  |        |        |        |        |
|  | Los Luchas (en) (Phoenix Star et Zokre)         | Los Luchas (en) (Phoenix Star et Zokre)         | 11:46                           | 11:46                           |                                 |                                 |                  |                  |                  |                  |  |  |              |              |              |              |  |  |        |        |        |        |
|  | Chris Bosh et Quicksilver (en)                  | Chris Bosh et Quicksilver (en)                  | Tombé                           | Tombé                           |                                 |                                 |                  |                  |                  |                  |  |  |              |              |              |              |  |  |        |        |        |        |
|  | Chris Bosh et Quicksilver (en)                  | Chris Bosh et Quicksilver (en)                  | Tombé                           | Tombé                           | Chris Bosh et Quicksilver       | Chris Bosh et Quicksilver       | 11:35            | 11:35            |                  |                  |  |  |              |              |              |              |  |  |        |        |        |        |
|  |                                                 |                                                 |                                 |                                 | Chris Bosh et Quicksilver       | Chris Bosh et Quicksilver       | 11:35            | 11:35            |                  |                  |  |  |              |              |              |              |  |  |        |        |        |        |
|  |                                                 |                                                 | Joey Ryan et Scott Lost         | Joey Ryan et Scott Lost         | Tombé                           | Tombé                           |                  |                  |                  |                  |  |  |              |              |              |              |  |  |        |        |        |        |
|  | Joey Ryan et Scott Lost                         | Joey Ryan et Scott Lost                         | Joey Ryan et Scott Lost         | Joey Ryan et Scott Lost         | Tombé                           | Tombé                           | Tombé            | Tombé            |                  |                  |  |  |              |              |              |              |  |  |        |        |        |        |
|  | Joey Ryan et Scott Lost                         | Joey Ryan et Scott Lost                         |                                 |                                 |                                 |                                 |                  | Tombé            |                  |                  |  |  |              |              |              |              |  |  |        |        |        |        |
|  | Babi Slymm (en) et M-Dogg 20                    | Babi Slymm (en) et M-Dogg 20                    | 14:28                           | 14:28                           |                                 |                                 |                  |                  |                  |                  |  |  |              |              |              |              |  |  |        |        |        |        |
|  | Babi Slymm (en) et M-Dogg 20                    | Babi Slymm (en) et M-Dogg 20                    | 14:28                           | 14:28                           | Joey Ryan et Scott Lost         | Joey Ryan et Scott Lost         | 22:42            | 22:42            |                  |                  |  |  |              |              |              |              |  |  |        |        |        |        |
|  |                                                 |                                                 |                                 |                                 | Joey Ryan et Scott Lost         | Joey Ryan et Scott Lost         | 22:42            | 22:42            |                  |                  |  |  |              |              |              |              |  |  |        |        |        |        |
|  |                                                 |                                                 | American Dragon et Super Dragon | American Dragon et Super Dragon | Soumission                      | Soumission                      |                  |                  |                  |                  |  |  |              |              |              |              |  |  |        |        |        |        |
|  | Al Katrazz et Hardkore Kidd                     | Al Katrazz et Hardkore Kidd                     | American Dragon et Super Dragon | American Dragon et Super Dragon | Soumission                      | Soumission                      | 08:12            | 08:12            |                  |                  |  |  |              |              |              |              |  |  |        |        |        |        |
|  | Al Katrazz et Hardkore Kidd                     | Al Katrazz et Hardkore Kidd                     |                                 |                                 |                                 |                                 |                  | 08:12            |                  |                  |  |  |              |              |              |              |  |  |        |        |        |        |
|  | Ricky Reyes et Rocky Romero                     | Ricky Reyes et Rocky Romero                     | Tombé                           | Tombé                           |                                 |                                 |                  |                  |                  |                  |  |  |              |              |              |              |  |  |        |        |        |        |
|  | Ricky Reyes et Rocky Romero                     | Ricky Reyes et Rocky Romero                     | Tombé                           | Tombé                           | Ricky Reyes et Rocky Romero     | Ricky Reyes et Rocky Romero     | 12:04            | 12:04            |                  |                  |  |  |              |              |              |              |  |  |        |        |        |        |
|  |                                                 |                                                 |                                 |                                 | Ricky Reyes et Rocky Romero     | Ricky Reyes et Rocky Romero     | 12:04            | 12:04            |                  |                  |  |  |              |              |              |              |  |  |        |        |        |        |
|  |                                                 |                                                 | American Dragon et Super Dragon | American Dragon et Super Dragon | Tombé                           | Tombé                           |                  |                  |                  |                  |  |  |              |              |              |              |  |  |        |        |        |        |
|  | Excalibur et Jonny Storm                        | Excalibur et Jonny Storm                        | American Dragon et Super Dragon | American Dragon et Super Dragon | Tombé                           | Tombé                           | 20:39            | 20:39            |                  |                  |  |  |              |              |              |              |  |  |        |        |        |        |
|  | Excalibur et Jonny Storm                        | Excalibur et Jonny Storm                        |                                 |                                 |                                 |                                 |                  | 20:39            |                  |                  |  |  |              |              |              |              |  |  |        |        |        |        |
|  | American Dragon et Super Dragon                 | American Dragon et Super Dragon                 | Tombé                           | Tombé                           |                                 |                                 |                  |                  |                  |                  |  |  |              |              |              |              |  |  |        |        |        |        |
|  | American Dragon et Super Dragon                 | American Dragon et Super Dragon                 | Tombé                           | Tombé                           | American Dragon et Super Dragon | American Dragon et Super Dragon | 22:42            | 22:42            |                  |                  |  |  |              |              |              |              |  |  |        |        |        |        |
|  |                                                 |                                                 |                                 |                                 | American Dragon et Super Dragon | American Dragon et Super Dragon | 22:42            | 22:42            |                  |                  |  |  |              |              |              |              |  |  |        |        |        |        |
|  |                                                 |                                                 | B-Boy et Homicide               | B-Boy et Homicide               | Tombé                           | Tombé                           |                  |                  |                  |                  |  |  |              |              |              |              |  |  |        |        |        |        |
|  | The Ballard Brothers (Shane et Shannon Ballard) | The Ballard Brothers (Shane et Shannon Ballard) | B-Boy et Homicide               | B-Boy et Homicide               | Tombé                           | Tombé                           | 06:51            | 06:51            |                  |                  |  |  |              |              |              |              |  |  |        |        |        |        |
|  | The Ballard Brothers (Shane et Shannon Ballard) | The Ballard Brothers (Shane et Shannon Ballard) |                                 |                                 |                                 |                                 |                  | 06:51            |                  |                  |  |  |              |              |              |              |  |  |        |        |        |        |
|  | Samoa Joe et Puma                               | Samoa Joe et Puma                               | Tombé                           | Tombé                           |                                 |                                 |                  |                  |                  |                  |  |  |              |              |              |              |  |  |        |        |        |        |
|  | Samoa Joe et Puma                               | Samoa Joe et Puma                               | Tombé                           | Tombé                           | Samoa Joe et Puma               | Samoa Joe et Puma               | 17:44            | 17:44            |                  |                  |  |  |              |              |              |              |  |  |        |        |        |        |
|  |                                                 |                                                 |                                 |                                 | Samoa Joe et Puma               | Samoa Joe et Puma               | 17:44            | 17:44            |                  |                  |  |  |              |              |              |              |  |  |        |        |        |        |
|  |                                                 |                                                 | B-Boy et Homicide               | B-Boy et Homicide               | Tombé                           | Tombé                           |                  |                  |                  |                  |  |  |              |              |              |              |  |  |        |        |        |        |
|  | Disco Machine et Rising Son                     | Disco Machine et Rising Son                     | B-Boy et Homicide               | B-Boy et Homicide               | Tombé                           | Tombé                           | 12:53            | 12:53            |                  |                  |  |  |              |              |              |              |  |  |        |        |        |        |
|  | Disco Machine et Rising Son                     | Disco Machine et Rising Son                     |                                 |                                 |                                 |                                 |                  | 12:53            |                  |                  |  |  |              |              |              |              |  |  |        |        |        |        |
|  | B-Boy et Homicide                               | B-Boy et Homicide                               | Tombé                           | Tombé                           |                                 |                                 |                  |                  |                  |                  |  |  |              |              |              |              |  |  |        |        |        |        |
|  | B-Boy et Homicide                               | B-Boy et Homicide                               | Tombé                           | Tombé                           | B-Boy et Homicide               | B-Boy et Homicide               | Soumission       | Soumission       |                  |                  |  |  |              |              |              |              |  |  |        |        |        |        |
|  |                                                 |                                                 |                                 |                                 | B-Boy et Homicide               | B-Boy et Homicide               | Soumission       | Soumission       |                  |                  |  |  |              |              |              |              |  |  |        |        |        |        |
|  |                                                 |                                                 | Chris Hero et CM Punk           | Chris Hero et CM Punk           | 17:35                           | 17:35                           |                  |                  |                  |                  |  |  |              |              |              |              |  |  |        |        |        |        |
|  | Sara Del Rey et Apollo Kahn                     | Sara Del Rey et Apollo Kahn                     | Chris Hero et CM Punk           | Chris Hero et CM Punk           | 17:35                           | 17:35                           | 13:02            | 13:02            |                  |                  |  |  |              |              |              |              |  |  |        |        |        |        |
|  | Sara Del Rey et Apollo Kahn                     | Sara Del Rey et Apollo Kahn                     |                                 |                                 |                                 |                                 |                  | 13:02            |                  |                  |  |  |              |              |              |              |  |  |        |        |        |        |
|  | Sal et Vito Thomaselli                          | Sal et Vito Thomaselli                          | Tombé                           | Tombé                           |                                 |                                 |                  |                  |                  |                  |  |  |              |              |              |              |  |  |        |        |        |        |
|  | Sal et Vito Thomaselli                          | Sal et Vito Thomaselli                          | Tombé                           | Tombé                           | Sal et Vito Thomaselli          | Sal et Vito Thomaselli          | 22:34            | 22:34            |                  |                  |  |  |              |              |              |              |  |  |        |        |        |        |
|  |                                                 |                                                 |                                 |                                 | Sal et Vito Thomaselli          | Sal et Vito Thomaselli          | 22:34            | 22:34            |                  |                  |  |  |              |              |              |              |  |  |        |        |        |        |
|  |                                                 |                                                 | Chris Hero et CM Punk           | Chris Hero et CM Punk           | Tombé                           | Tombé                           |                  |                  |                  |                  |  |  |              |              |              |              |  |  |        |        |        |        |
|  | Christopher Daniels et The Messiah              | Christopher Daniels et The Messiah              | Chris Hero et CM Punk           | Chris Hero et CM Punk           | Tombé                           | Tombé                           | 15:43            | 15:43            |                  |                  |  |  |              |              |              |              |  |  |        |        |        |        |
|  | Christopher Daniels et The Messiah              | Christopher Daniels et The Messiah              |                                 |                                 |                                 |                                 |                  | 15:43            |                  |                  |  |  |              |              |              |              |  |  |        |        |        |        |
|  | Chris Hero et CM Punk                           | Chris Hero et CM Punk                           | Tombé                           | Tombé                           |                                 |                                 |                  |                  |                  |                  |  |  |              |              |              |              |  |  |        |        |        |        |
|  | Chris Hero et CM Punk                           | Chris Hero et CM Punk                           | Tombé                           | Tombé                           |                                 |                                 |                  |                  |                  |                  |  |  |              |              |              |              |  |  |        |        |        |        |
|  |                                                 |                                                 |                                 |                                 |                                 |                                 |                  |                  |                  |                  |  |  |              |              |              |              |  |  |        |        |        |        |

## Liste des champions
| #   | Champions                                               | Règne | Date              | Durée (jours) | Lieu                         | Événement                                                   | Notes | Réf.   |
| --- | ------------------------------------------------------- | ----- | ----------------- | ------------- | ---------------------------- | ----------------------------------------------------------- | --- | ------ |
| 1.  | B-Boy et Homicide                                       | 1     | 25 janvier 2004   | 28 jours      | Santa Ana, Californie        | Tango & Cash Invitationnal - Night 2                        | Remportent le tournoi Tango & Cash Invitationnal en battant American Dragon et Super Dragon en finale.                                     | [ 4 ]  |
| 2.  | Joey Ryan et Scott Lost                                 | 1     | 22 février 2004   | 34 jours      | Santa Ana, Californie        | Taste the Radness                                           | | [ 5 ]  |
| 3.  | Chris Bosh et Quicksilver (en)                          | 1     | 27 mars 2004      | 21 jours      | Santa Ana, Californie        | Kee_ The _ee Out Of Our _ool!                               | | [ 6 ]  |
| 4.  | Excalibur et Super Dragon                               | 1     | 17 avril 2004     | 63 jours      | Santa Ana, Californie        | The Musical                                                 | | .      |
| 5.  | Joey Ryan (2) et Scott Lost (2)                         | 2     | 19 juin 2004      | 77 jours      | Santa Ana, Californie        | Rocktoberfest                                               | Lost trahit Ryan en fin de match | [ 8 ]  |
| 6.  | Scott Lost (3) et Chris Bosh (2)                        | 1     | 4 septembre 2004  | 308 jours     | Santa Ana, Californie        | The Next Show                                               | Lost remporte un match de l'échelle face à Ryan puis il désigne Bosh comme son équipier.                                                   | .      |
| 7.  | Quicksilver (2) et Scorpio Sky                          | 1     | 9 juillet 2005    | 1             | Los Angeles, Californie      | 2nd Annual PWG Bicentennial Birthday Extravaganza - Night 1 | | [ 10 ] |
| —   | Vacant                                                  | —     | 10 juillet 2005   | 27 jours      | Los Angeles, Californie      | 2nd Annual PWG Bicentennial Birthday Extravaganza - Night 2 | Scorpio Sky qui s'est fait démasqué la veille n'est pas présent et Quicksilver doit rendre le titre.                                       | [ 11 ] |
| 8.  | El Generico et Human Tornado (en)                       | 1     | 6 août 2005       | 56 jours      | Los Angeles, Californie      | Zombies shouldn't Run                                       | Battent Chris Bosh et Scott Lost | [ 12 ] |
| 9.  | Davey Richards et Super Dragon (2)                      | 1     | 1er octobre 2005  | 231 jours     | Los Angeles, Californie      | After School Special                                        | Le 18 février 2006, le titre change de nom pour celui de PWG World Tag Tag Team Championship.                                              | [ 13 ] |
| 10. | Scott Lost (4) et Chris Bosh (3)                        | 2     | 20 mai 2006       | 139 jours     | Los Angeles, Californie      | Enchantment under the Sea                                   | | [ 14 ] |
| 11. | B-Boy (2) et Super Dragon (3)                           | 1     | 6 octobre 2006    | 42 jours      | Reseda, Californie           | Self-Titled                                                 | | [ 15 ] |
| 12. | Roderick Strong et Davey Richards (2)                   | 1     | 17 novembre 2006  | 1             | Reseda, Californie           | All Star Weekend IV - Night 1                               | | [ 16 ] |
| 13. | B-Boy (3) et Super Dragon (4)                           | 2     | 18 novembre 2006  | 14 jours      | Reseda, Californie           | All Star Weekend IV - Night 2                               | Remportent un four-way match les opposant aux champions ainsi qu'à Chris Hero et Claudio Castagnoli ainsi que Chris Sabin et Alex Shelley. | [ 17 ] |
| 14. | El Generico (2) et Quicksilver (3)                      | 1     | 2 décembre 2006   | 98 jours      | Reseda, Californie           | Passive Hostility                                           | | [ 18 ] |
| —   | Vacant                                                  | —     | 10 mars 2007      | 71 jours      | —                            |                                                             | El Generico devient champion du monde PWG ce qui le contraint à rendre le titre vacant.                                                    | [ 11 ] |
| 15. | PAC et Roderick Strong (2)                              | 1     | 20 mai 2007       | 70 jours      | Burbank, Californie          | Dynamite Duumvirate Tag Team Title Tournament - Night 2     | Battent les Briscoe Brothers (Jay et Mark Briscoe) en finale d'un tournoi.                                                                 | [ 19 ] |
| 16. | El Generico (3) et Kevin Steen                          | 1     | 29 juillet 2007   | 90 jours      | Burbank, Californie          | Giant-Size Annual #4                                        | | [ 20 ] |
| 17. | Davey Richards (3) et Super Dragon (5)                  | 2     | 27 octobre 2007   | 92 jours      | Portsmouth, Angleterre       | European Vacation II: England                               | | [ 21 ] |
| —   | Vacant                                                  | —     | 27 janvier 2008   | 0             | La Habra Heights, Californie | Pearl Habra                                                 | Richards est absent alors qu'une défense de titre est prévu.                                                                               | [ 22 ] |
| 18. | Joey Ryan (3) et Scott Lost (5)                         | 3     | 27 janvier 2008   | 54 jours      | La Habra Heights, Californie | Pearl Habra                                                 | Joey Ryan se proclame champion par équipe avec Scott Lost.                                                                                 | [ 22 ] |
| 19. | El Generico (4) et Kevin Steen (2)                      | 2     | 21 mars 2008      | 58 jours      | Reseda, Californie           | 1.21 Gigawatts                                              | | [ 23 ] |
| 20. | Jack Evans et Roderick Strong (3)                       | 1     | 18 mai 2008       | 49 jours      | Burbank, Californie          | DDT4 2008 – Night 2                                         | | [ 24 ] |
| 21. | Jimmy Jacobs et Tyler Black                             | 1     | 6 juillet 2008    | 56 jours      | Reseda, Californie           | Life during Wartime                                         | | .      |
| 22. | The Young Bucks (Matt et Nick Jackson)                  | 1     | 31 août 2008      | 616 jours     | Reseda, Californie           | All Star Weekend 7 - Night 2                                | Établissent le plus long règne. | [ 26 ] |
| 23. | El Generico (5) et Paul London                          | 1     | 9 mai 2010        | 335 jours     | Reseda, Californie           | DDT4 2010                                                   | | [ 27 ] |
| 24. | The Young Bucks                                         | 2     | 9 avril 2011      | 245 jours     | Reseda, Californie           | Card Subject to Change III                                  | Ricochet remplace London. | [ 28 ] |
| 25. | Kevin Steen (3) et Super Dragon (6)                     | 1     | 10 décembre 2011  | 167 jours     | Reseda, Californie           | FEAR                                                        | | [ 29 ] |
| —   | Vacant                                                  | —     | 25 mai 2012       | 0             | Reseda, Californie           | Death to All But Metal                                      | À cause d'une blessure de Super Dragon. | [ 30 ] |
| 26. | Player Uno et Stupefied                                 | 1     | 25 mai 2012       | 232 jours     | Reseda, Californie           | Death to All But Metal                                      | Battent The Young Bucks dans un match sans disqualification.                                                                               | [ 30 ] |
| 27. | Brian Cage et Michael Elgin                             | 1     | 12 janvier 2013   | 0             | Reseda, Californie           | DDT4 2013                                                   | Au premier tour du tournoi DDT4. | [ 31 ] |
| 28. | The Young Bucks                                         | 3     | 12 janvier 2013   | 560 jours     | Reseda, Californie           | DDT4 2013                                                   | En finale du tournoi DDT4. | [ 31 ] |
| 29. | Candice LeRae et Joey Ryan (4)                          | 1     | 26 juillet 2014   | 300 jours     | Reseda, Californie           | ELEVEN                                                      | Candice LeRae devient la première femme à remporter ce titre.                                                                              | [ 32 ] |
| 30. | Ethan Page et Josh Alexander                            | 1     | 22 mai 2015       | 0             | Reseda, Californie           | DDT4 2015                                                   | Au premier tour du tournoi DDT4. | [ 33 ] |
| 31. | Alex Reynolds et John Silver                            | 1     | 22 mai 2015       | 0             | Reseda, Californie           | DDT4 2015                                                   | En demi-finale du tournoi DDT4. | [ 33 ] |
| 32. | Andrew Everett et Trevor Lee                            | 1     | 22 mai 2015       | 35 jours      |                              | DDT4 2015                                                   | En finale du tournoi DDT4. | [ 33 ] |
| 33. | The Young Bucks                                         | 4     | 26 juin 2015      | 631 jours     | Reseda, Californie           | Mystery Vortex III: Rock and Shock the Nation               | | [ 34 ] |
| 34. | The Lucha Brothers (Penta el 0M et Rey Fénix)           | 1     | 18 mars 2017      | 216 jours     | Reseda, Californie           | Nice Boys (Don't Play Rock N' Roll)                         | | [ 35 ] |
| 35. | The Chosen Bros (Matt Riddle et Jeff Cobb)              | 1     | 20 octobre 2017   | 182 jours     | Reseda, Californie           | All Star Weekend 13 - Night One                             | |        |
| 36. | The Rascalz (Zachary Wentz et Dezmond Xavier)           | 1     | 20 avril 2018     | 1 255 jours   | Reseda, Californie           | All Star Weekend 14 - Night One                             | Le match incluait également les Young Bucks                                                                                                |        |
| —   | Vacant                                                  | —     | 26 septembre 2021 | 0             | —                            | —                                                           | Dezmond Xavier et Zachary Wentz ont abandonné le titre en raison de leur signature avec la WWE.                                            |        |
| 37. | Kings of the Black Throne (Brody King et Malakai Black) | 1     | 26 septembre 2021 | 1 319 jours + | Los Angeles, Californie      | PWG Threemendous VI                                         | Battent Black Taurus et Demonic Flamita pour remporter les titres vacants.                                                                 |        |